# Кто здесь босс?
Кто здесь босс? (англ. Who's the Boss?) — американский комедийный сериал, который транслировался на телеканале ABC с 20 сентября 1984 по 25 апреля 1992 года. За этот период было снято восемь сезонов, насчитывающих в себе 196 эпизодов.

## Сюжет
В центре сюжета находится бывший игрок бейсбольной лиги Тони (Тони Данца), который переезжает с дочерью Самантой (Алисса Милано) в Фэрфилд, где устраивается на работу экономом в дом богатой и разведённой акуле рекламного бизнеса Анджеле Бауэр (Джудит Лайт), которая воспитывает сына Джонатана (Дэнни Пинтауро) и заодно свою сексуально раскрепощённую мать Мону (Кэтрин Хелмонд).

## Критика
Сериал получил положительные отзывы от критиков и стал одним из самых популярных шоу конца 1980-х годов, а также одним из наиболее успешных ситкомов в истории телевидения. За свою восьмилетнюю историю шоу было номинировано более чем на сорок различных наград, в том числе и на десять премий «Эмми», выиграв одну. В 1989 году Кэтрин Хелмонд получила премию «Золотой глобус» за свою роль.
После успеха сериала было произведено несколько международных адаптаций в таких странах, как Великобритания, Испания, Германия, Аргентина, Польша, Турция, Италия, Индия, Колумбия и других. В России адаптация выходила под названием «Кто в доме хозяин?».